# 周文統
周文統（？—1734年），陝西人。清朝將領。  
雍正元年（1723年）癸卯恩科武进士。同年十二月放三等侍衛。雍正四年（1726年）十月放廣西左江鎮標前營游擊。累升廣西提標中軍參將。雍正十二年（1734年）補授思恩協副將，尚未離任，患傷寒病症病故。